# 공치기
공치기는 타구(打毬)놀이 또는 봉희(棒戱)라고 하며, 이에 대해서는 고기록(古記錄)에 소개되어 있으며 고려 시대에는 매우 성행되었었다.
원래 이 놀이는 궁중 내지 상류사회의 놀이였는데, 조선 왕조 중엽 이후 쇠퇴하였고 그 이후는 민간으로 흘러들어 민속적 놀이로 변천한 듯하다. 격구가 말을 타고 경기하는 데 비해 공치기는 말을 타지 않고 걸어다니며 경기하는 것이 특색이다. 넓은 마당이나 보리밭 같은 곳에 기둥을 세워서 문을 만들고 나무를 깎아 공을 만들어 작대기로 쳐서 공을 문안으로 넣으면 이기는 것이다. 나무공을 작대기로 치는 매우 상무적인 놀이로 놀이의 흥을 돋우고 시화연풍을 빌기 위해서 놀이에 앞서 지신밟기를 하고 농악을 하며 노래를 부르고 춤을 추고, 군중들도 흥겹게 응원한다.